# SeVen (V6의 음반)
《seVen》은 2002년 7월 31일 발매된 V6의 7번째 정규 앨범이다.

## 설명
- 7집 앨범, 7의 영어 단어 ‘seven’에서 ‘V’만을 대문자로 강조해서 V6를 표현한 의도도 있다.
- 대형 케이스에 포장된 초회 한정반, 통상판으로 두 가지 타입으로 발매되었다.
- 대한민국의 가수 S.E.S.의 슈가 참여한 곡이 포함되었다.
- 초회한정반에 수록된 〈Feel your breeze (G·S·N mix)〉는 타이업된 드라마 고쿠센에서 사용되는 버전이다.

## 수록곡
1. BLOW UP THE DARK
2. A・SA・YA・KE
3. 出せない手紙
4. HAVE A SUPER GOOD TIME/Coming Century
5. こんなんど－でしょ？！～BRAND NEW MY SOUL～/Yoshihiko Inohara,Ken Miyake,Junichi Okada
6. GOOD ENOUGH
7. one "Japanese version" /V6 feat.Shoo（S.E.S.）
8. B.G.B（booin’groovin’boogie）/Masayuki Sakamoto,Hiroshi Nagano,Go Morita
9. MAGMA
10. days －tears of the world－/20th Century
11. Feel your breeze
12. SHINY DAY 
초회한정반 보너스 트랙
13. one "English version"/V6 feat.Shoo(S.E.S.)
14. Feel your breeze (G·S·N mix)